# Pseudoleskea decurvata
Pseudoleskea decurvata là một loài Rêu trong họ Leskeaceae. Loài này được (Mitt.) Broth. ex Dixon miêu tả khoa học đầu tiên năm 1937.